# Krabi
Krabi (thaiul írva: กระบี่) város Thaiföldön, Bangkoktól közúton mintegy 850 km-re délre, Phukettől közúton 150 km-re. A város az azonos nevű tartomány székhelye, és az ugyancsak Krabi nevezetű folyó partján fekszik, amely a közelben a Phangnga-öbölbe ömlik.
A várost magas mészkősziklák veszik körül, amelyek Krabi tartomány jelképei. A leghíresebb a folyóparton álló, kettős csúcsú Kanab Nam.
A turisták elsősorban a Phangnga-öböl festői strandjai és szigetei miatt szállnak meg a városban.
Krabi lakossága 2012-ben 28 900 fő volt

## Éghajlat
| Hónap | Jan. | Feb. | Már. | Ápr. | Máj. | Jún. | Júl. | Aug. | Szep. | Okt. | Nov. | Dec. | Év   |
| --- | ---- | ---- | ---- | ---- | ---- | ---- | ---- | ---- | ----- | ---- | ---- | ---- | ---- |
| Rekord max. hőmérséklet (°C) | 36,3 | 38,0 | 39,1 | 38,9 | 38,8 | 35,0 | 34,5 | 35,1 | 34,0  | 34,0 | 34,2 | 34,3 | 39,1 |
| Átlagos max. hőmérséklet (°C) | 32,9 | 34,2 | 34,3 | 34,1 | 32,9 | 31,9 | 31,5 | 31,4 | 31,2  | 31,3 | 31,1 | 31,4 | 32,3 |
| Átlagos min. hőmérséklet (°C) | 21,6 | 22,0 | 23,0 | 23,6 | 23,7 | 23,3 | 23,0 | 22,9 | 22,9  | 22,4 | 22,5 | 21,7 | 22,7 |
| Rekord min. hőmérséklet (°C) | 15,3 | 16,3 | 18,0 | 19,5 | 19,2 | 19,0 | 18,2 | 18,0 | 19,0  | 18,6 | 17,7 | 18,5 | 15,3 |
| Átl. csapadékmennyiség (mm) | 32   | 43   | 98   | 147  | 172  | 193  | 201  | 266  | 275   | 324  | 180  | 68   | 1999 |
| Havi napsütéses órák száma | 198  | 215  | 202  | 183  | 155  | 150  | 155  | 152  | 144   | 109  | 138  | 180  | 1980 |
| Forrás: Thai Meteorological Department; Office of Water Management and Hydrology, Royal Irrigation Department (sun and humidity) |      |      |      |      |      |      |      |      |       |      |      |      |      |

## Főbb látnivalók
- Wat Tham Sua (Tigris barlangja templom) a várostól 8 km-re északra. Ez Dél-Thaiföld egyik legtiszteltebb erdei temploma; fő csarnokát, ahol a meditációt gyakorolják, egy barlangban rendezték be. Egy közeli völgyben a magas palánkgyökerű fák és a szerzetesek és apácák kunyhói között kanyargó út kellemes sétát kínál. A szikla tetején levő nagy Buddha-szoborhoz 300 m hosszú lépcső vezet fel. Innen nagyszerű kilátás nyílik a környező tájra.
- Than Bokkarani botanikus kert. Egy kis letérő az útról Ao Luk közelében.
- Wat Kaew, a város fő temploma
- Kao Kanab Nam sziklacsúcsok. A városból 15 perces hajóút a mészkősziklák lábához, ahol lépcső vezet fel a csúcsra.

## Képek

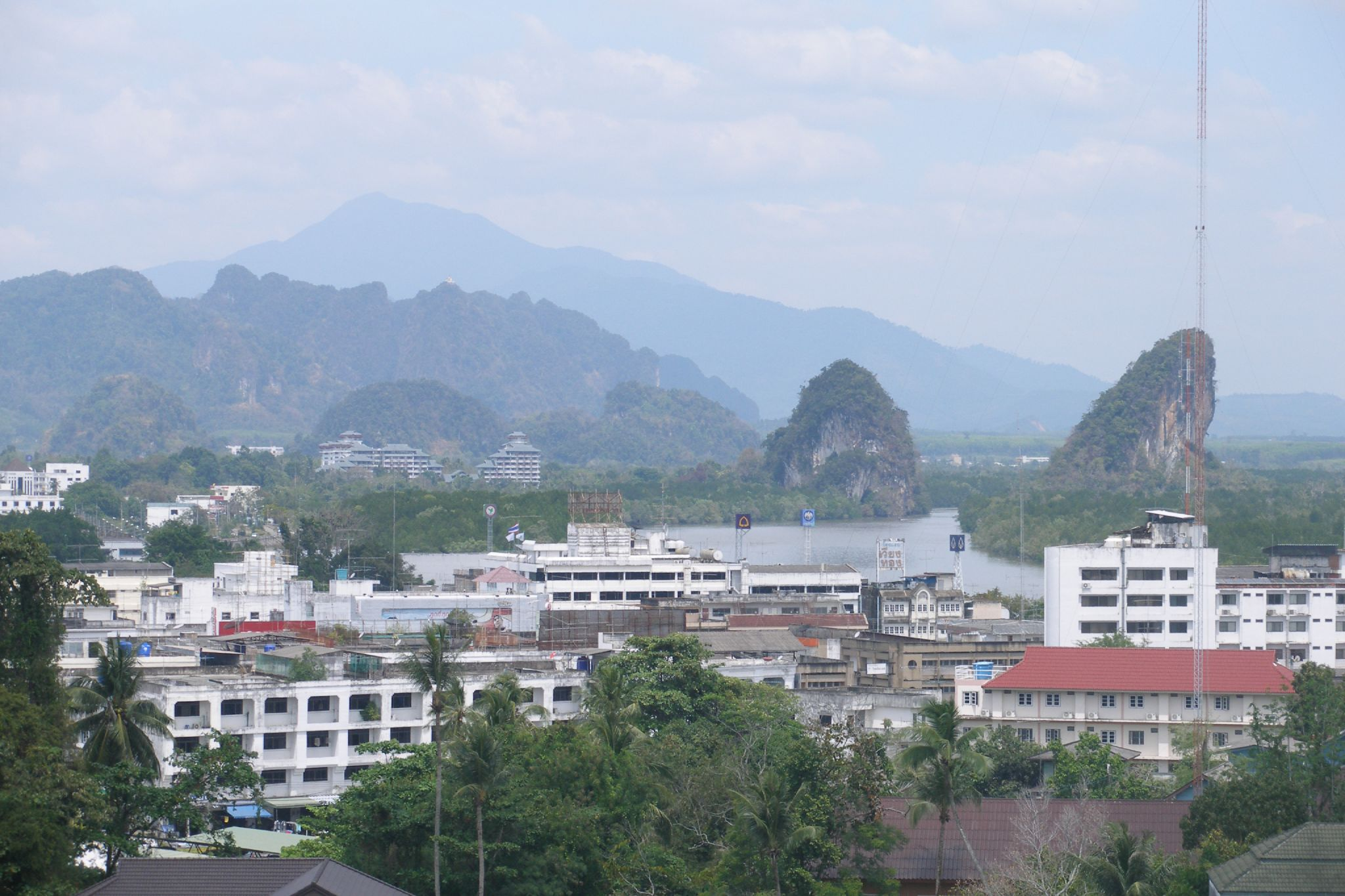
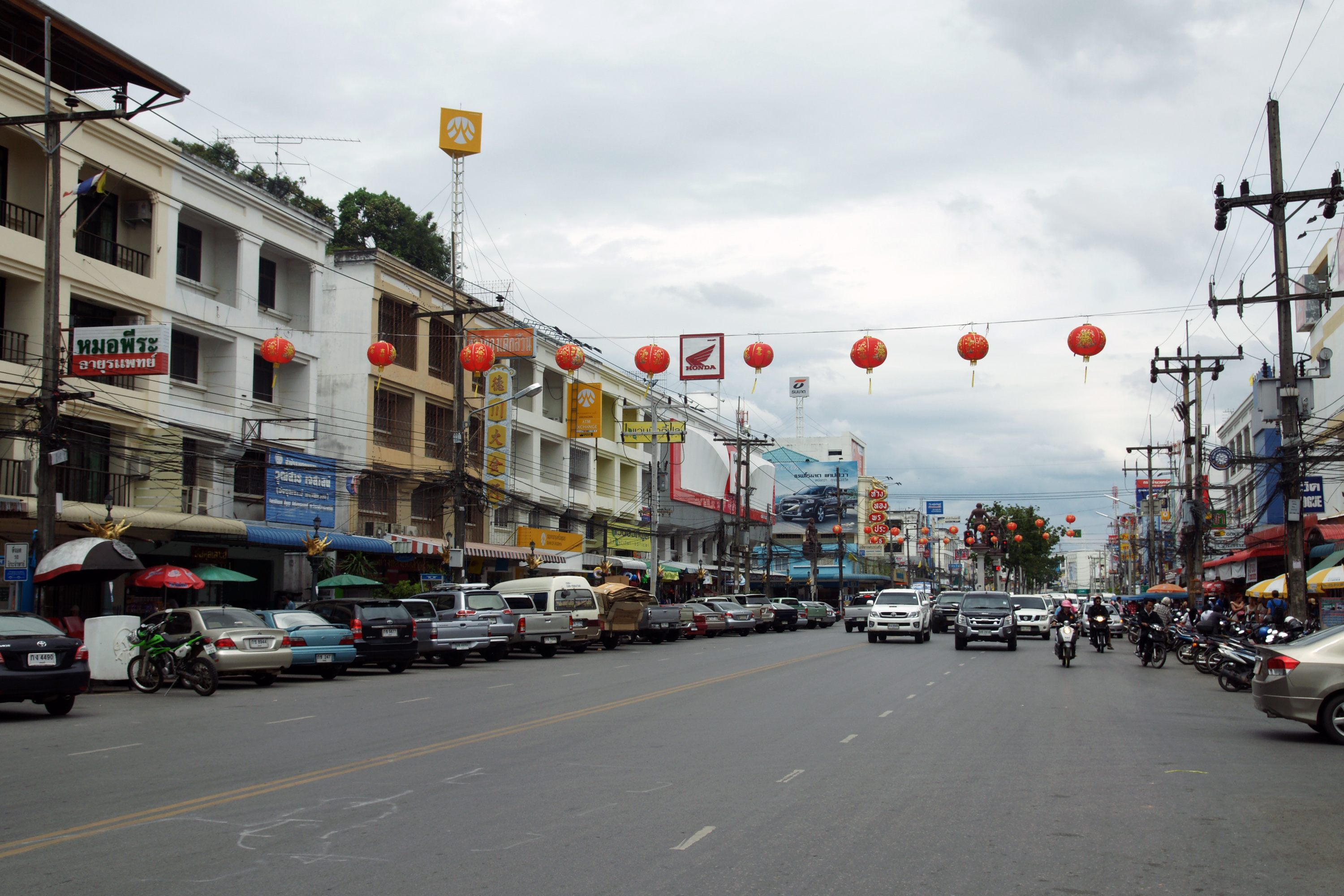
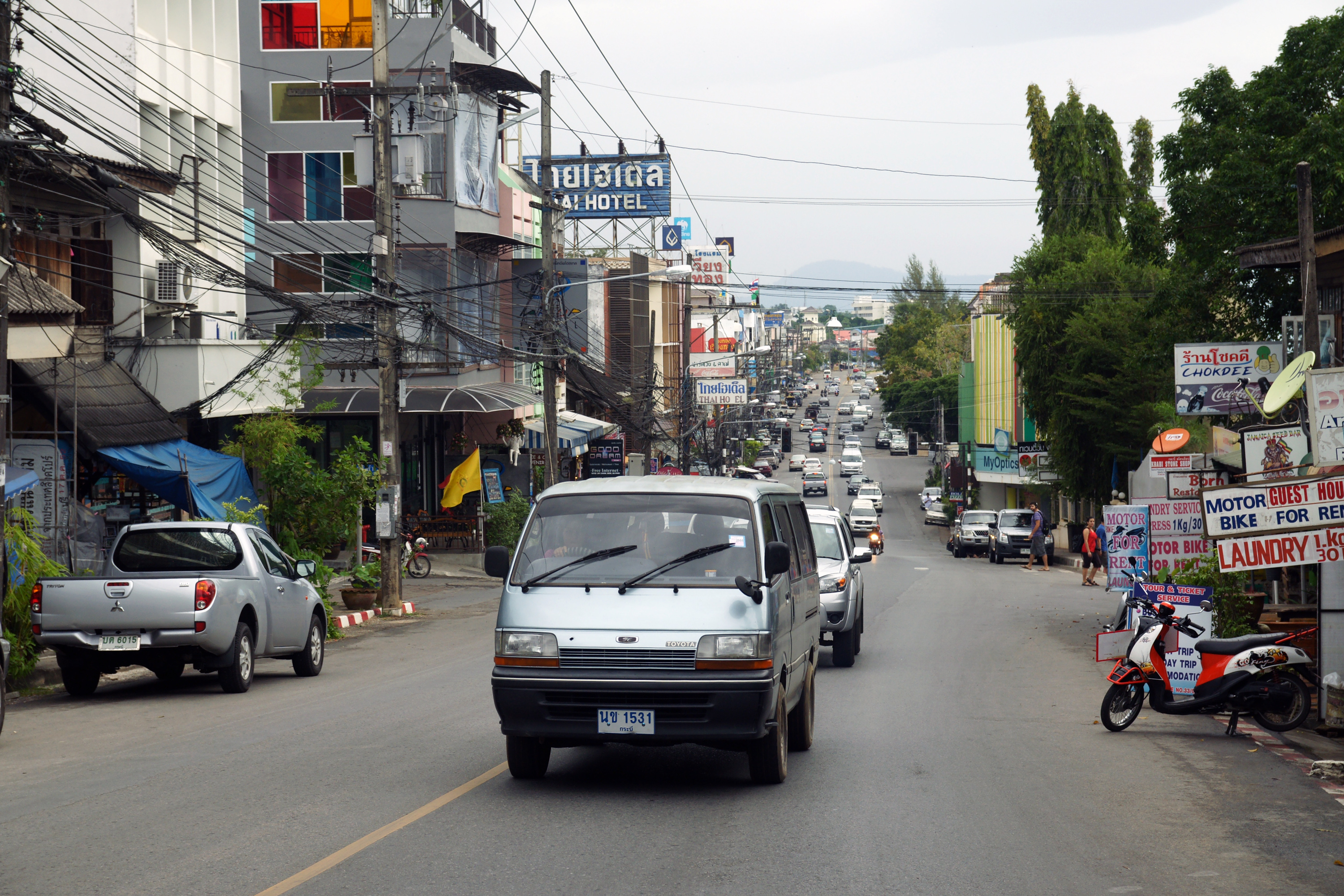
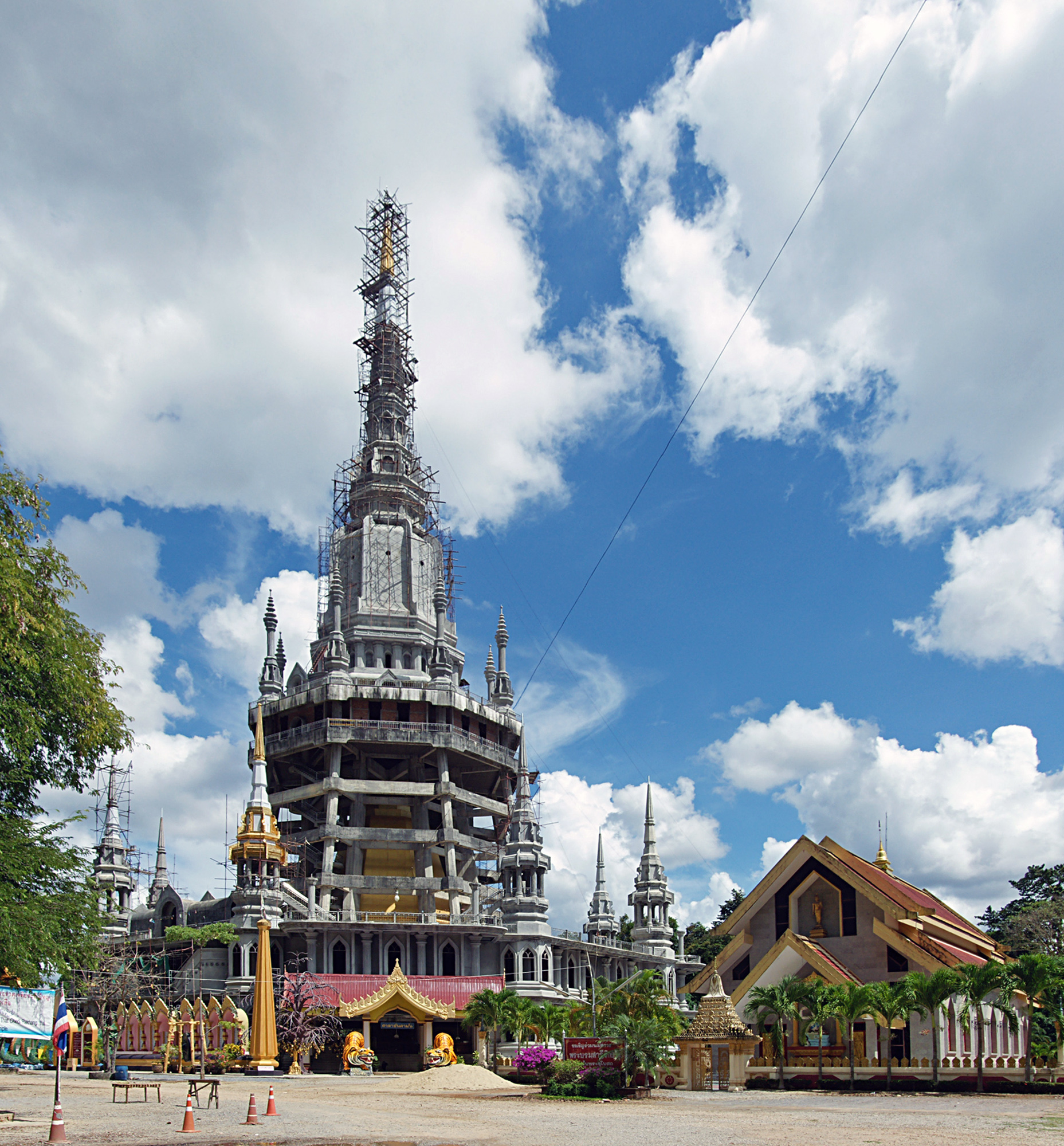
Wat Tham Sua
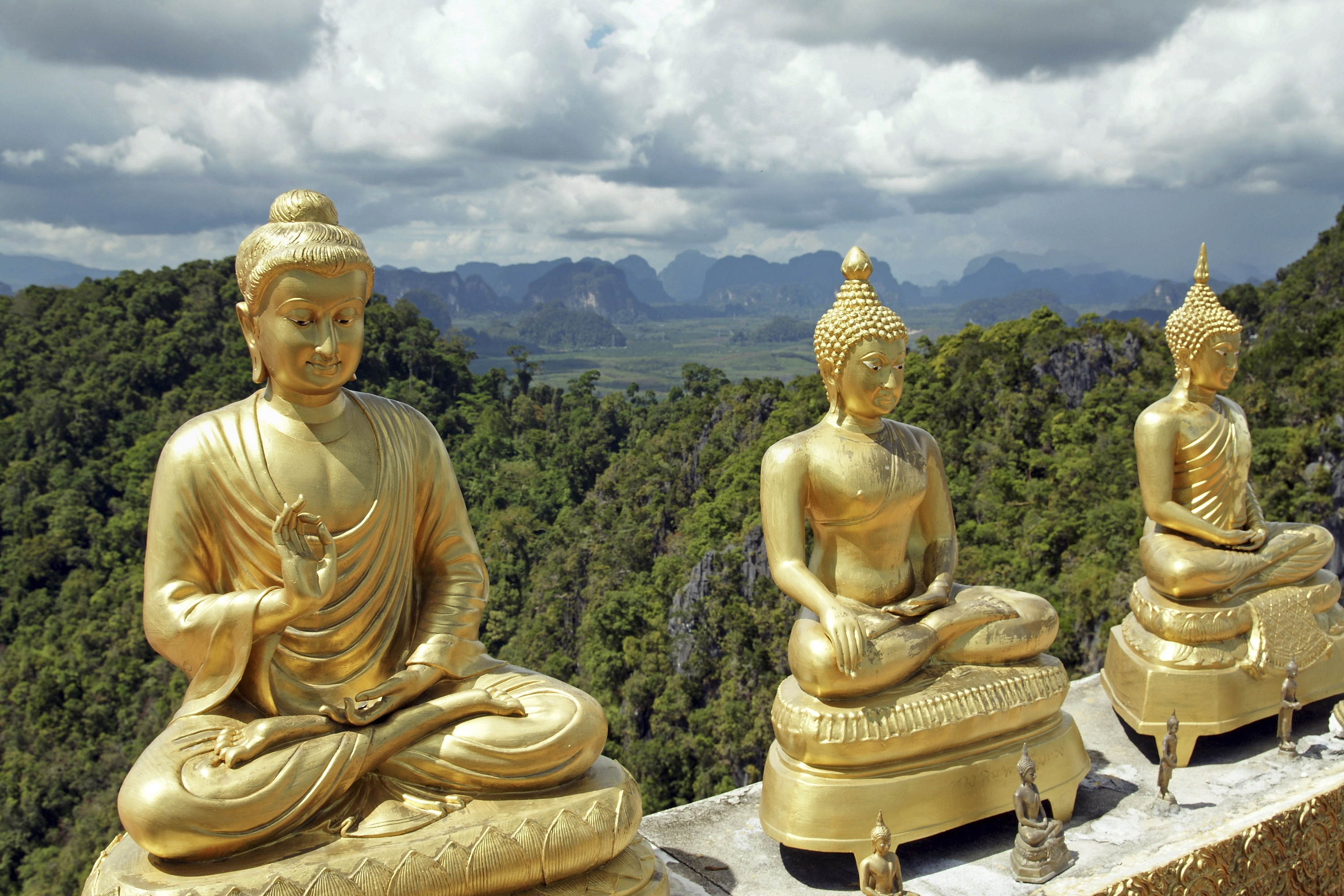
Wat Tham Sua
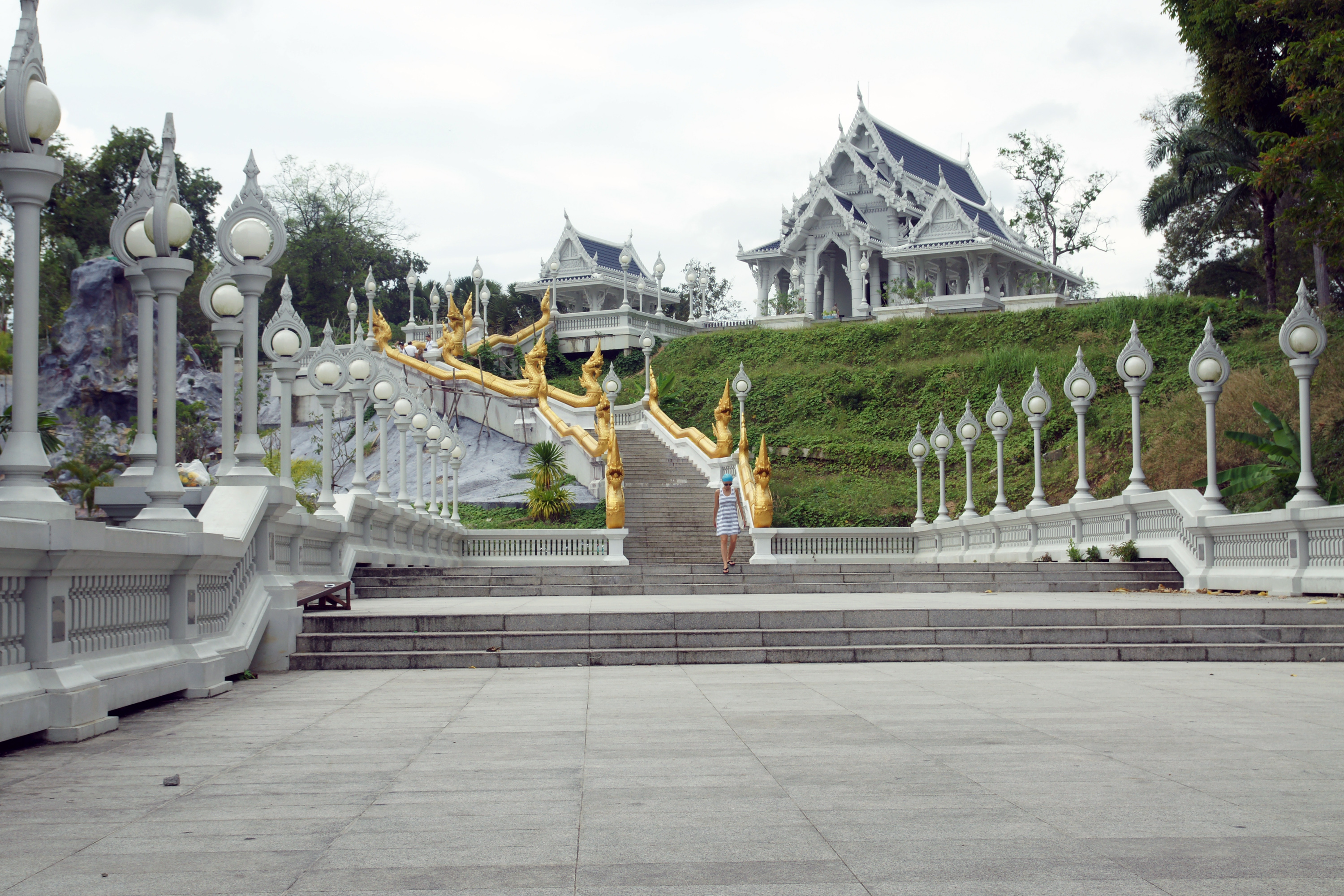
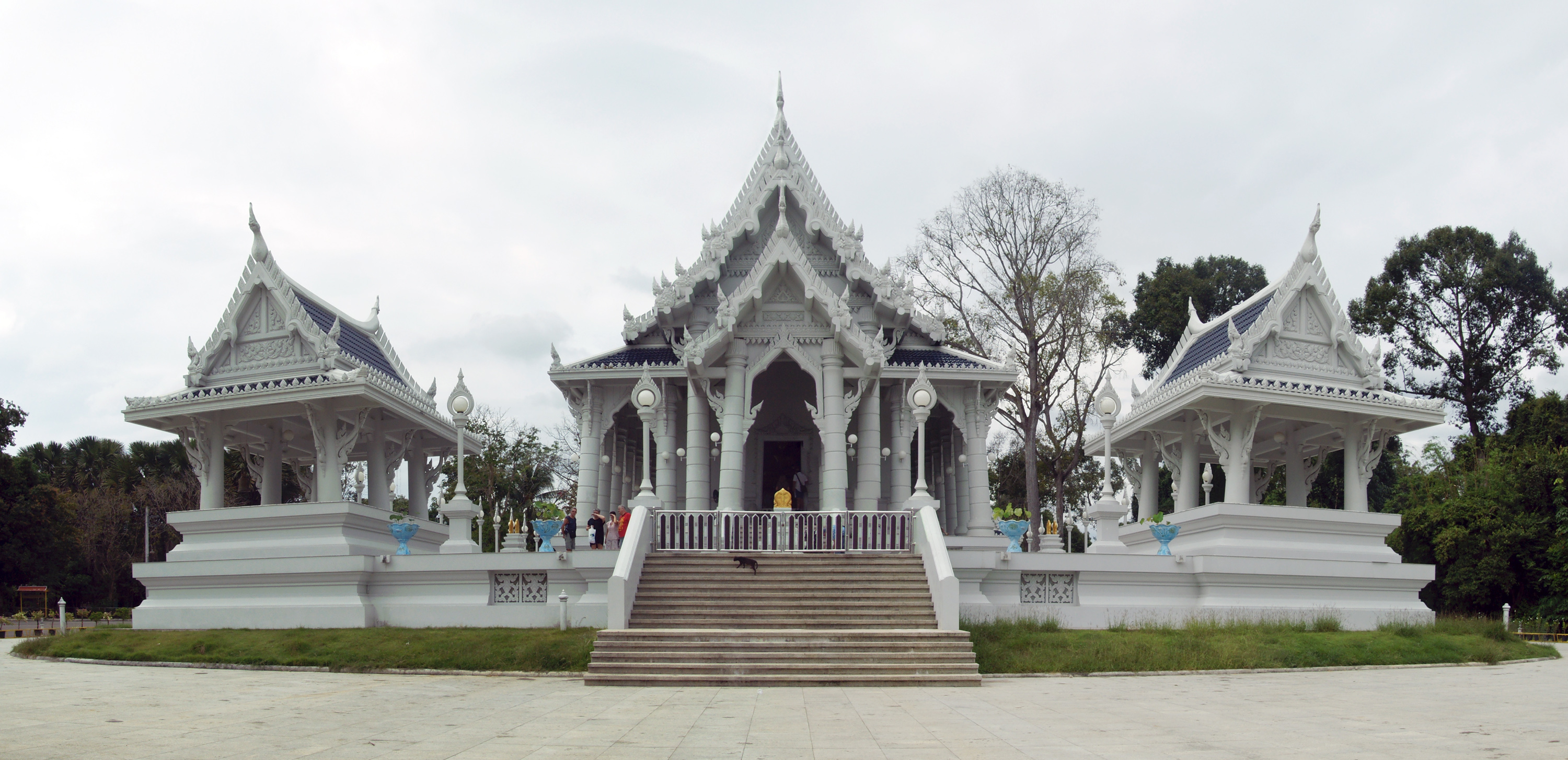